# Border Force

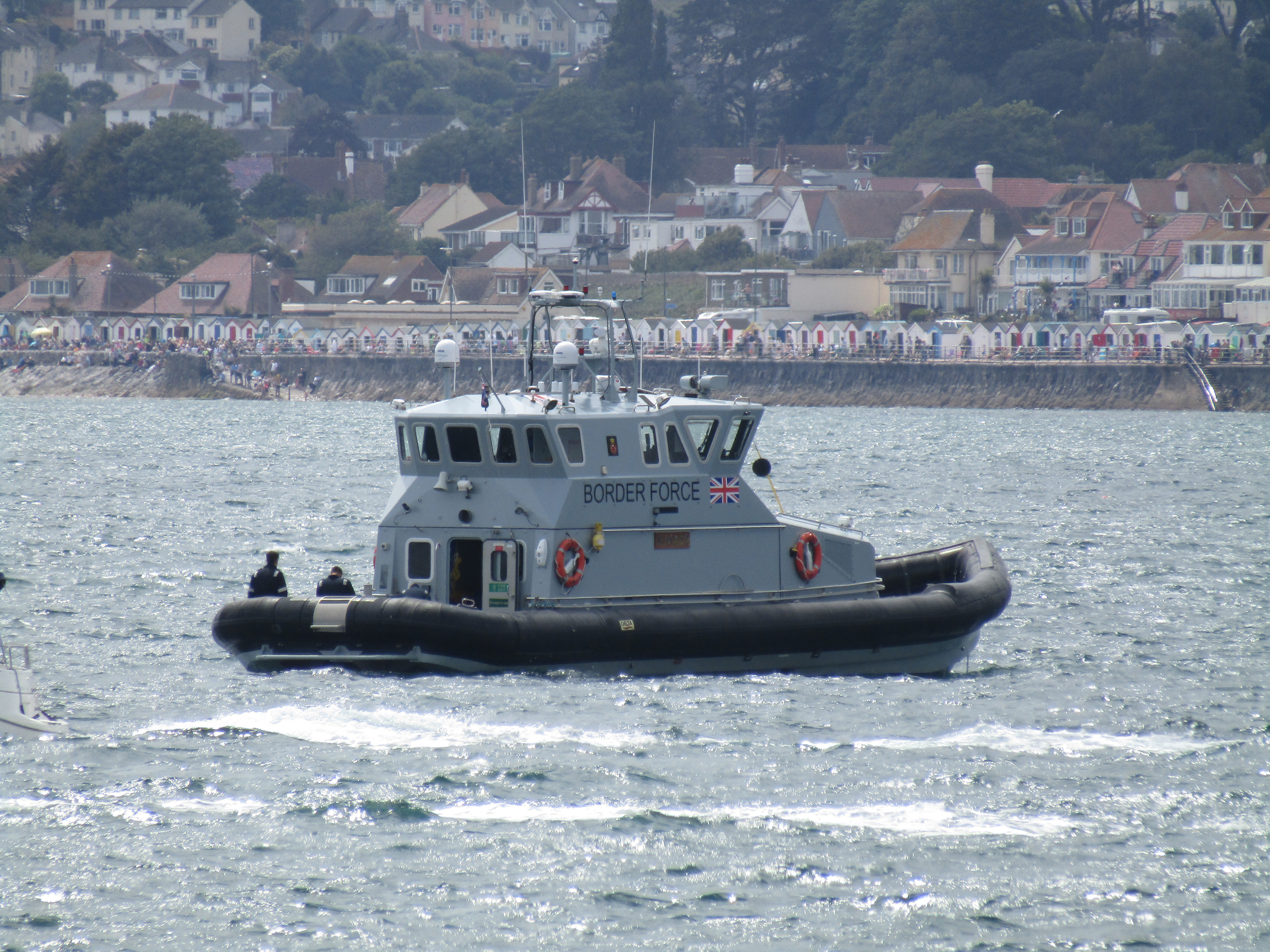
Nave pattuglia della UK Border Force

La Border Force (BF, Forza di frontiera) è un'agenzia governativa del Regno Unito, dipendente dell'Ufficio dell'interno, responsabile delle operazioni di controllo frontaliero in porti, aeroporti e ferrovie.
L'agenzia, che faceva parte della ex UK Border Agency, venne da questa scorporata dal segretario di Stato per gli affari interni, Theresa May, nel marzo 2012, dopo aver fortemente criticato la direzione.

## Poteri
I poteri che competono alla Border Force riguardano l'immigrazione e le dogane, i loro compiti includono anche l'antiterrorismo, parte del quale è individuare e scoraggiare l'importazione illecita di materiale radioattivo e nucleare da parte di terroristi o criminali. Secondo il Borders Act 2007 consente ai membri designati della Border Force di detenere chiunque per un reato o un mandato di arresto in un porto se l'ufficiale di frontiera ritiene che la persona possa essere arrestata da un ufficiale di polizia. Il governo autorizza una detenzione di 3 ore in attesa dell'arrivo di un ufficiale di polizia. Questo potere si applica anche ai punti di entrata in Belgio e Francia dove lavorano funzionari di frontiera, i funzionari di frontiera affidano la persona detenuta, se necessario, a agenti di polizia belgi o francesi.

## Responsabilità
Le responsabilità della Border Force includono:
- Verificare lo stato di immigrazione delle persone che arrivano e lasciano il Regno Unito.
- Cercare bagagli, veicoli e merci o immigranti illegali.
- Pattugliare e sorvegliare la costa britannica.
- Raccogliere informazioni e informare i servizi di sicurezza di attività insolite.

## Organizzazione

### Direttore generale
- Viceammiraglio Sir Charles Montgomery KBE ADC RN, (2013–2017)
- Paul Lincoln OBE (2017–2021)

### Direttore generale ad interim
- Phil Douglas  (novembre 2021–in carica)